# Motkowice Wąskotorowe
Motkowice Wąskotorowe – przystanek kolejki wąskotorowej w Stawach, w gminie Imielno, w województwie świętokrzyskim.